# Owen Pallett
Owen Pallett, pseudonimo di Michael James Owen Pallett-Plowright (Toronto, 7 settembre 1979), è un compositore, violinista, pianista e cantante canadese.
Precedentemente era noto con lo pseudonimo di Final Fantasy, abbandonato nel 2009.

## Biografia
Owen Pallett si avvicina presto alla musica, esibendosi in spettacoli da solista con il violino già dall'età di 15 anni. Nei primi anni del 2005 inizia a lavorare come compositore, collaborando con band come Arcade Fire e Beirut. Dopo aver fatto parte del trio Les Mouches, con cui ha pubblicato due album in studio e un EP, nel 2005 pubblica il suo primo album da solista, Has a Good Home, sotto il nome Final Fantasy.
Dopo il secondo album in studio He Poos Clouds e alcuni EP, nel 2009 decide di non avvalersi più del nome Final Fantasy per l'omonimia con la celebre saga di videogiochi della Square Enix, e sceglie il nome Owen Pallett, con cui pubblica nel 2010 il suo terzo album, Heartland. Ha anche composto le colonne sonore dei film The Box, del 2009, e The Wait, del 2013. Nel 2007 ha fondato con Patrick Borjal, suo fidanzato e manager dal 2006, la compagnia Boyfriend Management.
Owen Pallett è inoltre famoso per aver collaborato con molti artisti della scena musicale internazionale, tra cui Snow Patrol, Mika, R.E.M., Linkin Park, Duran Duran e Arcade Fire.

## Discografia

### Con Les Mouches
Album in studio
- 2002 - The Polite Album
- 2004 - You're Worth More to Me Than 1000 Christians

EP
- 2003 - Blood Orgy!!!

### Solista
Album in studio
- 2005 - Has a Good Home
- 2006 - He Poos Clouds
- 2010 - Heartland
- 2014 - In Conflict
- 2020 - Island

EP
- 2006 - Young Canadian Mothers
- 2008 - Spectrum, 14th Century
- 2008 - Plays to Please
- 2010 - A Swedish Love Story EP
- 2010 - Export

## Colonne sonore
- 2013 - Lei (con Arcade Fire)
- 2015 - Life
- 2023 - Dream Scenario - Hai mai sognato quest'uomo? (Dream Scenario)
- Young Werther, regia di José Lourenço (2024)